# Gisèle Casadesusová
Gisèle Casadesusová, nepřechýleně Gisèle Casadesus (14. června 1914 Paříž – 24. září 2017 Paříž), byla francouzská herečka.

## Život a kariéra
Její rodiče byli skladatel Henri Casadesus a harfenistka Marie-Louise Beetz. Její bratr byl herec Christian Casadesus.
Ve filmu debutovala v roce 1934 hlavní rolí Geneviève ve filmu L’aventurier a o rok později začala účinkovat v Comédie-Française. Filmovým úspěchem byla v roce 1943 její role Clotildy ve Vautrinovi po boku Michela Simona. Následovaly role mladých hrdinek, například v roce 1946 Marie s Raimu ve Věčném manželovi. Gisèle Casadesusová se stala hvězdou v 70. letech 20. stol. V roce 1971 hrála hraběnku d’Eguzon v La belle aventure, jako Nicole Leguen hrála manželku Jeana Gabina, kterou unese Sophia Lorenová v Cayattově dramatu Verdict (1974). Byla matkou Claude Jadeové ve filmu Les Robots pensants (1976). Její nejslavnější rolí byla titulní postava Rose jako chůvy syna Claude Jadeové ve filmu Mamie Rose (1976). Její au pair babička prokázala v tomto filmu moudrost a eleganci, když se starala o agresivní dítě a zachránila přitom manželství mladých rodičů (Claude Jadeová, Claude Giraud). V roce 1977 ji Dán Gabriel Axel najal, aby hrála Catherine v Un crime de notre temps (Zločin naší doby). V roce 2010 se stala úspěšnou její role Margueritty ve filmu La Tête en friche (Hlava v pustině), ve kterém hrále s Gérardem Depardieu.